# Michael Brundin
Michael Brundin (* 5. Oktober 1965 in Timrå) ist ein ehemaliger schwedischer Fußballspieler. Der Abwehrspieler, der im Laufe seiner Karriere in Schweden und Portugal spielte, gewann 1998 mit AIK den schwedischen Meistertitel sowie zweimal den Landespokal.

## Werdegang

### Karrierestart in Schweden
Brundin begann mit dem Fußballspielen bei Kubikenborgs IF. 1977 wechselte der Verteidiger in die Jugend von IFK Sundsvall. Dort durchlief er die diversen Jugendmannschaften und debütierte in der unterklassig antretenden Männermannschaft. 
1987 zog Brundin zum Lokalrivalen GIF Sundsvall weiter, der in die Allsvenskan aufgestiegen war. In den ersten beiden Jahren zeichnete sich das Torverhältnis für den Erfolg seiner Mannschaft entscheidend: Nachdem im ersten Jahr aufgrund des besseren Wertes gegenüber dem punktgleichen Konkurrenten Halmstads BK – minus sechs im Vergleich zu minus 17 – der Klassenerhalt gelungen war, verpasste er mit der Mannschaft in der Spielzeit 1988 bei ± 0 lediglich aufgrund des schlechteren Verhältnisses gegenüber dem Göteborger Klub Örgryte IS, der vier Tore mehr geschossen als kassiert hatte, die Teilnahme an der Meisterschaftsendrunde. An diesen Erfolg konnte er mit der Mannschaft nicht anknüpfen und stieg mit ihr im folgenden Jahr in die zweitklassige Division 1 ab. 
In der Division 1 Norra schaffte Brundin mit dem Klub auf Anhieb den Staffelsieg und nach einer 0:1-Auftaktniederlage durch einen 4:1-Rückspielsieg in den Aufstiegsspielen die direkte Rückkehr in die schwedische Elitserie. Dort gelang ihr jedoch lediglich ein Saisonsieg, so dass sie in der Kvalsvenskan, der Relegationsrunde bestehend aus den vier letztplatzierten Mannschaften der Allsvenskan und den jeweils zwei bestplatzierten Teams der beiden Zweitligastaffeln, antreten musste. Auch hier blieb der Erfolg aus, nach drei Siegen aus 14 Spielen stieg er mit der Mannschaft erneut ab. Dieses Mal belegte er mit der Mannschaft nur Mittelfeldplätze, so dass eine Rückkehr ins Oberhaus in den folgenden Jahren verpasst wurde.

### Wechsel ins Ausland und Rückkehr
Obwohl nur Zweitligaspieler lud im Sommer 1994 der portugiesische Klub Vitória FC Brundin und Jonny Rödlund zu einem Probetraining ein. Der Klub nahm ihn unter Vertrag und er entwickelte sich zeitweise zum Stammspieler in der Innenverteidigung in der Primeira Divisão. Dennoch verließ er nach einer Spielzeit, in der er mit der Mannschaft den vierten Platz hinter Meister FC Porto, Sporting Lissabon und Benfica Lissabon belegt hatte, den Verein in Richtung Liganeuling SC Campomaiorense. Die erste Spielzeit in der höchsten Liga in der Vereinsgeschichte verlief enttäuschend, die Mannschaft belegte als Tabellenvorletzter nur einen Abstiegsplatz und musste mit FC Felgueiras und FC Tirsense den Gang in die Zweitklassigkeit antreten.
Brundin kehrte nach dem Abstieg nach Schweden zurück und unterschrieb einen Vertrag beim mehrfachen Landesmeister AIK, bei dem mittlerweile Erik Hamrén, einer seiner ehemaligen Trainer aus Sundsvall-Zeiten, den Trainerposten übernommen hatte. Unter Hamrén etablierte er sich auf Anhieb als Stammkraft in der Abwehrkette und erreichte mit dem Vorjahrespokalsieger das Viertelfinale im Europapokal der Pokalsieger 1996/97. Dabei war ihm im Achtelfinalrückspiel gegen Olympique Nîmes ein Eigentor zum 0:1-Endstand unterlaufen, das den 3:1-Auswärtserfolg in Gefahr gebracht hatte. In der Runde der letzten Acht traf die Mannschaft auf den späteren Titelgewinner FC Barcelona, dem die Elf um Spieler wie Nebojša Novaković, Pascal Simpson und Krister Nordin nach einer 1:3-Hinspielniederlage in Camp Nou ein 1:1-Unentschieden im Rückspiel abtrotzte.
Im Sommer 1997 gelang der Brundin mit AIK im Stadion Ryavallen durch einen 2:1-Erfolg über IF Elfsborg im Pokalfinale sein erster Titelgewinn. Dadurch nahm er mit dem Klub am Europapokal der Pokalsieger 1997/98 teil, wo er nicht an die Erfolge des Vorjahreswettbewerbs anknüpfen konnte und in der ersten Runde, in der er in beiden Spielen auflief, am slowenischen Vertreter Primorje Ajdovščina scheiterte. Nach der Verpflichtung Olof Mellbergs vor Beginn der Spielzeit 1998 musste er kurzzeitig um seinen Stammplatz in der Innenverteidigung bangen, konnte sich jedoch als Stammspieler durchsetzen und trug in 24 Ligaspielen zum Gewinn des Von-Rosens-Pokals als schwedischer Landesmeister bei. In der Qualifikation zur UEFA Champions League 1999/2000 traf die Mannschaft auf AEK Athen und konnte sich nach einem 1:0-Heimsieg und einem 1:1-Unentschieden für die Gruppenphase qualifizieren. Dort lief er gegen den FC Arsenal, AC Florenz und den FC Barcelona auf und schied mit der Mannschaft als Gruppenletzter aus dem Wettbewerb aus.
1999 zog Brundin mit der Mannschaft erneut ins Pokalfinale ein. Im dieses Mal in zwei Spielen ausgetragenen Endspiel gelang durch einen 1:0-Erfolg und ein 0:0-Unentschieden gegen IFK Göteborg der zweite Pokalsieg in der Karriere des Abwehrspielers. Da er mit seiner Familie in Sundsvall lebte und zu Training sowie Spielen nach Solna pendeln musste, entschied er sich 2000 seinen auslaufenden Vertrag bei AIK nicht weiter zu verlängern. Er kehrte zu seiner ersten Profistation GIF Sundsvall zurück, wo er nach einer Spielzeit in der Allsvenskan seine aktive Laufbahn beendete.
Insgesamt bestritt Brundin 202 Erstligaspiele in Schweden – 86 Spiele für GIF Sundsvall, in denen er ein Tor erzielen konnte, und 116 Spiele für AIK, in denen er ohne Torerfolg blieb. Seit seinem Karriereende arbeitet Brundin für die Försäkringskassan, einer staatlichen Verwaltungsbehörde zur sozialen Absicherung.